# Pasja według św. Łukasza (Krzysztof Penderecki)

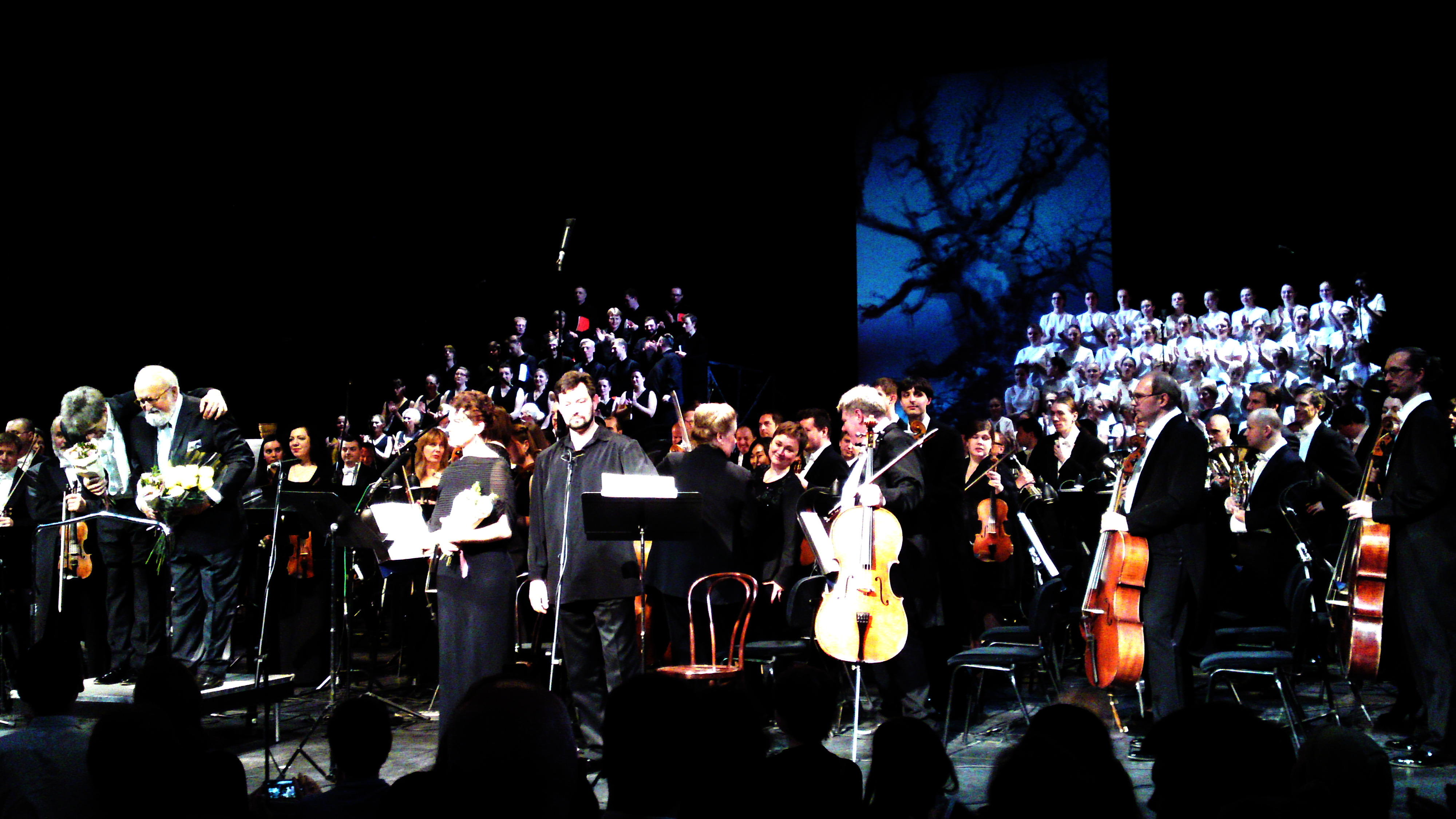
Nowaja Opera Theatre, Moskwa (2016).

Passio et Mors Domini Nostri Jesu Christi secundum Lucam (Pasja według św. Łukasza) – jedno z najważniejszych dzieł polskiej muzyki XX wieku, napisane przez Krzysztofa Pendereckiego w latach 1963-66, na zamówienie niemieckiej stacji Westdeutscher Rundfunk. Autor wykorzystał w tej pasji fragmenty łacińskiego tekstu Ewangelii Łukasza, a także, w mniejszym stopniu, Ewangelii Jana oraz wielkopostnych hymnów, psalmów i trenów.
Utwór przeznaczony jest na chór chłopięcy, trzy chóry mieszane, trzy głosy solowe (sopran, baryton i bas), recytatora i wielką orkiestrę symfoniczną,  trwa około 80 minut i składa się z 24 odcinków.
Dzieło powstało z okazji 700-lecia katedry w Münster, w której 30 marca 1966 roku odbyło się prawykonanie utworu pod dyrekcją Henryka Czyża, przez wykonawców: Stefanię Woytowicz (sopran), Andrzeja Hiolskiego (baryton), Bernarda Ładysza (bas), Rudolfa Jürgena Bartscha (recytacja), chór radiowy z Kolonii, chór chłopięcy z Bad Tölz i Orkiestrę Radia Zachodnioniemieckiego z Kolonii. Kompozytor miał na uwadze również przypadającą wówczas rocznicę tysiąclecia chrztu Polski.
Według wielu opinii, prawykonanie Pasji odegrało istotną rolę w procesie normalizacji stosunków pomiędzy Polską a Niemiecką Republiką Federalną.
W Polsce utwór został wykonany po raz pierwszy 22 kwietnia 1966 roku w Filharmonii Krakowskiej przez Chór chłopięcy i mieszany Filharmonii Krakowskiej oraz Orkiestrę Filharmonii Krakowskiej pod dyrekcją Henryka Czyża. Zaśpiewali ci sami soliści, którzy brali udział w premierze w Niemczech. W roli recytatora natomiast wystąpił Leszek Herdegen.
Dokonane w 1966 w Krakowie nagranie pasji było pierwszą w historii rejestracją tego dzieła. W tym samym (1966) roku nagranie to ukazało się nakładem Polskich Nagrań „Muza” na podwójnej płycie gramofonowej. W 1989, Polskie Nagrania „Muza” wznowiły ten album w formie płyty kompaktowej. W 2010 Polskie Nagrania „Muza” opublikowały kolejne wznowienie płyty, tym razem z wykorzystaniem oryginalnego zapisu.
Pasja według św. Łukasza (nagranie zgłoszone do konkursu przez ARD) zdobyła nagrodę Radiotelevisione Italiana w kategorii „Kompozycja muzyczna ze słowami” (RAI prize for musical compositions with words) na festiwalu Prix Italia w 1967 roku, w Rawennie.

## Forma i styl
Utwór zbudowany jest z dwóch części:
- Część I
  - Hymn O Crux, ave (chór i orkiestra)
  - Jezus na Górze Oliwnej: Deus meus (baryton) – Domine, quis habitabit (sopran)
  - Pojmanie: Lament - Ut quid, Domine
  - Zaparcie się Piotra: Judica me (bas)
  - Naigrawanie się u arcykapłana: Miserere mei
  - Jezus przed Piłatem

- Część II
  - Droga krzyżowa: chór, orkiestra, passacaglia Popule meus (na temat: b-a-c-h)
  - Ukrzyżowanie (tylko orkiestra) i Crux fidelis (sopran i chór żeński)
  - Odpuszczenie grzechów i rozdzielenie szat: In pulverem mortus
  - Naigrawanie się z Jezusa ukrzyżowanego
  - Jezus między łotrami
  - Rozmowa z matką i Janem pod krzyżem: Stabat Mater
  - Śmierć Jezusa: orkiestra – Jezus - orkiestra
  - Finał: In te, Domine, speravi

Podstawą melodii są dwie serie. Ważny jest w nich interwał sekundy, więc często przypomina ona stylizowany chorał. Pierwsza seria jest symetryczna: druga jej połowa jest transpozycją pierwszej połowy o tryton. W drugiej serii ważny jest motyw b-a-c-h nawiązujący do Bacha oraz symbolizujący krzyż. 
W Pasji awangardowy styl łączy się z tradycją. Przeważa styl dysonansowy, a dramatyczny, z którymi od czasu do czasu kontrastują epizody konsonujące, tradycyjne, modlitewne. 
Chór dzieli się na trzy zespoły. W Stabat Mater liczy aż 48 głosów. Czasami śpiewa tradycyjnie, ale często "śpiewa" bardzo niekonwencjonalnie (np. same konsonanse, dźwięki możliwie najniższe i najwyższe, glissanda, z zamkniętymi ustami). Recytuje też niektóre fragmenty w rozmaity sposób, a więc na określonych i nieokreślonych wysokościach, czasem równo, a kiedy indziej po kolei (jak w kanonie). Ilustracyjny charakter ma naśladowanie reakcji tłumu przez rytmiczną i nierytmiczną recytację, śmiech, krzyk, gwizdy i jazzujące pizzicata. W takich sytuacjach chór wspomaga orkiestra, grająca glissanda, szybkie tremola, pizzicata, arpeggia za podstawkiem, uderzając struny. 
Także partie solowe są bardzo zróżnicowane; np. w arii sopranowej śpiewaczka śpiewa ćwierćtonami.